# 대니얼 프리댄
대니얼 해리 프리댄(영어: Daniel Harry Friedan, 1948년 10월 3일 ~ )은 미국의 물리학자다. 끈 이론과 2차원 등각 장론을 연구하였다.

## 생애
1948년 10월 3일 뉴욕에서 태어났다. 어머니 베티 프리댄은 유명한 여성운동가였다.
캘리포니아 대학교 버클리에서 1980년 박사 과정을 수여받았다. 현재 럿거스 대학교 교수로 있다. 부인은 아이슬란드의 물리학 교사이다.